# Borovac (okręg pczyński)
Borovac (cyr. Боровац) – wieś w Serbii, w okręgu pczyńskim, w gminie Bujanovac. W 2002 roku liczyła 166 mieszkańców.